# Frankston South
Frankston South är en del av en befolkad plats i Australien. Den ligger i kommunen Frankston och delstaten Victoria, omkring 42 kilometer söder om delstatshuvudstaden Melbourne.
Runt Frankston South är det ganska tätbefolkat, med 120 invånare per kvadratkilometer.. Närmaste större samhälle är Cranbourne, omkring 15 kilometer nordost om Frankston South. 
Trakten runt Frankston South består till största delen av jordbruksmark. Genomsnittlig årsnederbörd är 1 251 millimeter. Den regnigaste månaden är maj, med i genomsnitt 154 mm nederbörd, och den torraste är januari, med 51 mm nederbörd.